# 뢰렌스코그

뢰렌스코그의 위치

뢰렌스코그(노르웨이어: Lørenskog)는 노르웨이 아케르스후스주의 도시로 면적은 71km2, 인구는 33,308명(2011년 기준), 인구 밀도는 453명/km2이다.

시 문장